# Бредин, Рэй Слоан
Рэй Слоан Бредин (англ. Rae Sloan Bredin; 1880—1933) — американский художник-импрессионист и педагог.
Был членом школы импрессионистов Нью-Хоуп, представитель Пенсильванского импрессионизма. Известен своими весенними и летними пейзажами с группами женщин и детей.

## Биография
Родился 9 сентября 1880 года в городе Батлер, штат Пенсильвания, семье врача Стивена Бредина (Stephen Lowrie Collins Bredin) и его жены — художницы Кристины Бредин.
Получил начальное образование во Франклине, штат Пенсильвания. Затем учился в Институте Пратта в Бруклине, штат Нью-Йорк, который окончил в 1899 году. После этого продолжил своё образование в Нью-Йоркской школе искусств (с 1900 по 1903 год) под руководством Джеймса Беквита, Уильяма Чейза и Фрэнка Дюмона. Вместе с Эдмундом Грисеном Рэй Бредин использовал бывшую студию Чейза, чтобы проводить уроки рисования. Бредин продолжал обучение в Пенсильванской академии изящных искусств в Филадельфии, где учился у Томаса Аншутца и Роберта Генри.
Впервые Рэй Бредин представил свои работы на выставке в Пенсильванской академии в 1907 году и с тех пор регулярно экспонировался там до конца своей жизни. В 1914 году Бредин получил приз Юлиуса Халльгартена (Julius Hallgarten Prize) на ежегодной выставке Национальной академии дизайна. В том же году, 14 мая, он женился на Элис Прайс (Alice Price, 1883—1960), сестре художницы Мэри Элизабет Прайс и влиятельного критика и арт-дилера Фредерика Ньюлина Прайса (Frederick Newlin Price). Бракосочетание состоялось на лужайке семейной фермы Прайсов в Солебери, штат Пенсильвания. После него они поехали во Францию и Италию на медовый месяц, затем поселились в Нью-Хоупе, штат Пенсильвания. У них в семье родились две дочери и один сын.
В 1916 году Рэй Бредин, Чарльз Розен, Морган Кольт, Дэниел Гарбер, Уильям Латроп и Роберт Спенсер основали The New Hope Group для организации выставок своих работ. В 1916—1917 годах выставки New Hope Group прошли, как минимум, в девяти местах, включая Художественный музей Цинциннати, Детройтский художественный музей и галерею Коркоран в Вашингтоне. Вместе с Эдвардом Редфилдом эти художники составили раннее ядро импрессионистов Пенсильвании, которые вместе выставляли свои работы и представляли одну школу пейзажной живописи.
В 1917 году, когда шла Первая мировая война, Рэй Бреден и Эдмунд Грийсен основали Нью-Йоркскую школу изящных искусств (New York School of Fine Arts) в бывшей студии Уильяма Чейза на 25-й улице, но вскоре они отказались от этого проекта, чтобы в следующем году отправиться во Францию, для службы во французском «Foyer Du Soldat» — совместной программе французской армии и американской организации YMCA. Бредин возглавлял госпиталь в тылу недалеко от Труа, а в 1919 году стал региональным директором.
Некоторое время Рэй Бредин преподавал в Летней школе живописи Шиннекок-Хиллз, в Университете Виргинии и Филадельфийской школе дизайна для женщин. Некоторые из его учениц этой школы сформировали художественную группу «The Philadelphia Ten» с целью проведения выставок собственных работ на территории США в период с 1917 по 1945 год.
Умер после операции от рака 16 июля 1933 года Мемориальной больнице Джозефа Прайса (Joseph Price Memorial Hospital) в Филадельфии, штат Пенсильвания. Был похоронен на кладбище Solebury Friends Burying Grounds города Солебери. На момент смерти был профессором Филадельфийской школы дизайна для женщин.
- Некоторые работы
- May Day
- Reverie
- The Garden Bench